# K in Kortrijk
K in Kortrijk (littéralement « K à Courtrai » en néerlandais) est un centre commercial belge installé dans le centre-ville de Courtrai géré par la société Foruminvest, sur une superficie totale de 34 000 m2. Le centre commercial est également le plus grand centre commercial urbain de la province de Flandre-Occidentale. Le centre commercial K in Kortrijk est situé sur les terrains d'une ancienne école primaire et secondaire et un cloître. Tous ces bâtiments étaient situés entre le Steenpoort, une des principales rues commerçantes de Courtrai, et le Veemarkt.
Il se compose d'un sous-sol, d'un rez-de-chaussée et de deux étages. Il comprend un supermarché Delhaize Proxy, Saturn, HEMA et d'autres enseignes comme Zara, H&M, Esprit...
Pour y accéder, le centre commercial dispose d'un parking en sous-sol de quatre niveaux, auquel on peut accéder par trois tunnels. On peut également rejoindre le centre commercial grâce au bus .

## Historique
En 2004, le Stadsontwikkelingsbedrijf Kortrijk (« Bureau de développement urbain de Courtrai ») avait lancé un concours pour le développement du site. C'est en août 2007, que la construction de l'immeuble a commencé.
En décembre 2009, l'ensemble du centre commercial a été vendu par Forum Invest au groupe allemand Union Investment Real Estate.

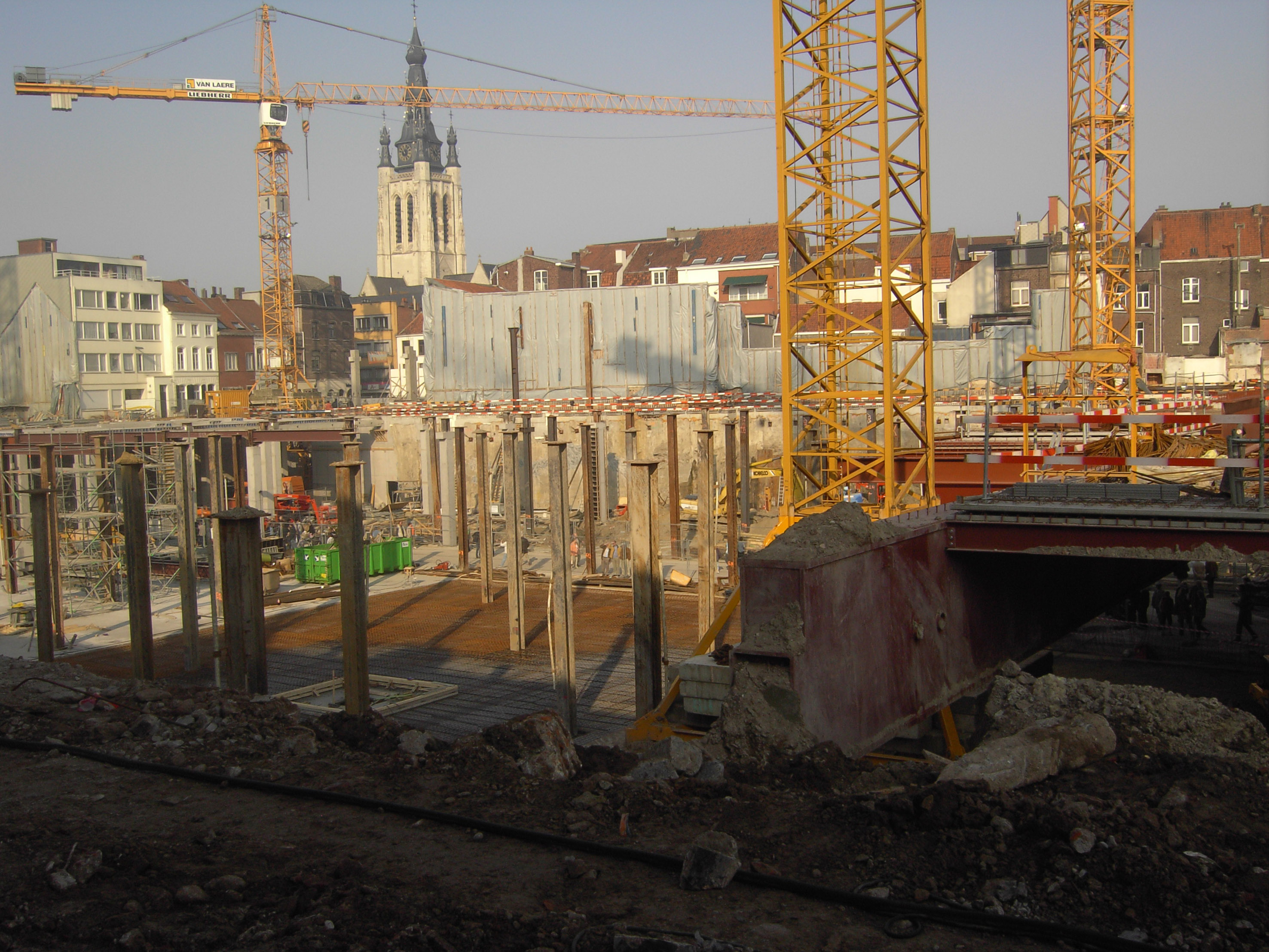
La construction du centre K in Kortrijk en fin septembre 2008
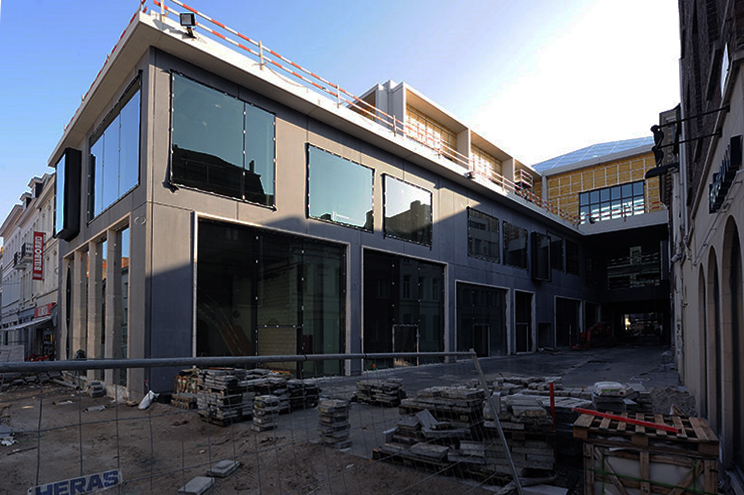
Le centre K in Kortrijk en novembre 2009

## Commerces
Le centre commercial comprend les enseignes suivantes :
- America Today
- Appel's
- Bart Smit
- Belfius
- Belgacom
- Blokker
- Bongo
- Butch
- Camaïeu
- Canvas
- Caroll
- Casa
- Cassis-Paprika
- Chill'Out
- CKS
- Claire's
- Coolcat
- Cosy House
- Crinkles
- Di
- Esprit
- Etam
- Foodavenue
- Formen
- G-Star Raw
- Gaastra
- Grand Optical
- H&M
- HEMA
- Hunkemöller
- ICI Paris XL
- IKKS
- iStyling
- Jules
- Kiwi
- Léonidas
- Les Bourgeoises
- Lola & Liza
- Mango
- Maretours-Thomas Cook
- Massimo Dutti
- Max Mara
- Mayerline
- McGregor
- Media Markt
- Mer du Nord
- MezzoMezzo
- Mobistar
- Nys
- Pandora
- Panos
- Portrait Studio
- Proxy Delhaize
- Pull & Bear
- Pulpe
- Q-Park
- Rituals
- River Woods
- S.Oliver
- Scotch & Soda
- Standaard Boekhandel
- Stephanie's Outlet
- Superdry
- Talking French
- Terre Bleue
- The Black Sheep
- Tom Tailor
- Torfs
- Triumph
- Twice as Nice
- United Brands
- Vero Moda
- WE
- Xandres
- Zara